# Trevor Siemian
(en) Statistiques sur pro-football-reference
Trevor John Siemian, né le 26 décembre 1991 à Danbury, est un joueur américain de football américain évoluant au poste de quarterback.

## Biographie

### Carrière universitaire
Il a étudié à l'université Northwestern et a joué pour l'équipe des Wildcats de 2011 à 2014.

### Carrière professionnelle
Il est sélectionné à la 250e place de la draft 2015 de la National Football League par les Broncos de Denver.
Lors de la saison 2015, il est, avec Brock Osweiler, l'un des quarterbacks remplaçants derrière Peyton Manning. Il remporte le Super Bowl 50 cette saison.
La saison suivante, il devient titulaire à la suite des départs d'Osweiler et de Manning, et la non-conservation du nouveau venu Mark Sanchez. Le débutant Paxton Lynch est son remplaçant.
Il rejoint les Titans du Tennessee en tant que remplaçant de Ryan Tannehill en août 2020. Siemian signe un contrat d'un an mais est licencié dès septembre et le poste de quarterback remplaçant est attribué à Logan Woodside (en),.

## Statistiques
| Année              | Équipe               | MJ                 |         | Passes   | Passes | Passes | Passes | Passes | Passes | Passes  |       | Courses | Courses | Courses | Courses |
| Année              | Équipe               | MJ                 | Tentées | Réussies | Pct.   | Yards  | TD     | Int.   | Éval.  | Tentées | Yards | Moy.    | TD      |         |         |
| 2015               | Broncos de Denver    | 1                  | -       | -        | -      | -      | -      | -      | -      | 1       | -1    | -1,0    | 0       |         |         |
| 2016               | Broncos de Denver    | 14                 | 486     | 289      | 59,5   | 3 401  | 18     | 10     | 84,6   | 28      | 57    | 2,0     | 0       |         |         |
| 2017               | Broncos de Denver    | 11                 | 349     | 206      | 59,0   | 2 285  | 12     | 14     | 73,3   | 31      | 127   | 4,1     | 1       |         |         |
| 2018               | Vikings du Minnesota | 0                  | -       | -        | -      | -      | -      | -      | -      | -       | -     | -       | -       |         |         |
| Totaux en carrière | Totaux en carrière   | Totaux en carrière | 835     | 495      | 59,3   | 5 686  | 30     | 24     | 79,9   | 60      | 183   | 3,0     | 1       |         |         |